# Bemiparina
La  bemiparina  è un'eparina a basso peso molecolare.

## Indicazioni
Il principio attivo viene utilizzato nella prevenzione della tromboembolia venosa e nella trombosi venosa profonda. Può essere utilizzato anche nella gravidanza nella quale sia accertato un possibile rischio di embolia.

## Effetti indesiderati
Fra gli effetti collaterali più frequenti si riscontrano emorragie, ipercaliemia, alopecia (se l'uso è continuo nel tempo), diarrea.

## Caratteristiche chimiche
Come la semuloparina, la bemiparina è classificata come ultra-LMWH a causa della sua bassa massa molecolare di (3600 g/mol in media). (L'enoxaparina ha 4500 g/mol.) Queste eparine hanno un'attività anti-trombina inferiore rispetto alle LMWH classiche e agiscono principalmente sul fattore Xa, riducendo il rischio di sanguinamento.